# Thamnophis exsul
Espèce
Statut de conservation UICN

 LC  : Préoccupation mineure
Thamnophis exsul est une espèce de serpents de la famille des Natricidae. 

## Répartition
Cette espèce est endémique du Mexique. Elle se rencontre dans le sud-est du Coahuila, dans le sud du Nuevo León et dans le sud-ouest du Tamaulipas.

## Description
Thamnophis exsul mesure jusqu'à 46 cm. Il s'agit d'une espèce ovovivipare.

## Publication originale
- Rossman, 1969 : A new Natricine snake of the genus Thamnophis from Northern Mexico. Occasional papers of the Museum of Zoology, Louisiana State University, vol. 39, p. 1-4.